# Велень-Стинішоара
Велень-Стинішоара, Велені-Стинішоара (рум. Văleni-Stânișoara) — село у повіті Сучава в Румунії. Входить до складу комуни Мелінь.
Село розташоване на відстані 325 км на північ від Бухареста, 37 км на південний захід від Сучави, 123 км на захід від Ясс.

## Населення
За даними перепису населення 2002 року у селі проживали 786 осіб, з них 785 осіб (99,9%) румунів. Усі жителі села рідною мовою назвали румунську.